# Condado de Fremont (Colorado)
O Condado de Fremont é um dos 64 condados do Estado americano do Colorado. A sede do condado é Cañon City, e sua maior cidade é Cañon City. O condado possui uma área de 3,973 km² (dos quais 3 km² estão cobertos por água), uma população de 46 145 habitantes, e uma densidade populacional de 12 hab/km² (segundo o censo nacional de 2000).